# 纳塔利娅·维诺格拉多娃
纳塔利娅·维塔利耶芙娜·维诺格拉多娃（俄语：Наталья Витальевна Виноградова，1993年7月14日—）生于莫斯科，是一名俄罗斯女子射击运动员，主攻飞碟射击，曾加入莫斯科中央陆军体育俱乐部。她在大约九岁时开始接触射击运动，当时她试着用父亲的步枪进行试射，开始对射击感兴趣。2008年，她开始参加国内的射击比赛。2011年，她开始代表俄罗斯国家队参加国际大赛。